# 熱利斯河
熱利斯河（法語：Gélise，法語發音：[ʒeliz]）是法國的河流，位於該國西南部，屬於加龍河的支流，河道全長92公里，發源自吕皮亚克，河口處在拉瓦达克。

## 外部連結
- http://www.geoportail.fr （页面存档备份，存于）
- The Gélise at the Sandre database
- The Gélise (Natura 2000) （法文）